# Drunella pelosa
Drunella pelosa är en dagsländeart som först beskrevs av Mayo 1951.  Drunella pelosa ingår i släktet Drunella och familjen mossdagsländor. Inga underarter finns listade i Catalogue of Life.